# 南上村
南上村（みなみかみむら）は静岡県の東部、賀茂郡に属していた村である。現在の南伊豆町の北部、青野川上流域にあたる。

## 地理
- 河川：青野川
- 峠：蛇石峠、島見峠

## 歴史
- 1889年（明治22年）4月1日 - 町村制の施行により、下小野村、上小野村、岩殿村、毛倉野村、青野村、市ノ瀬村、蛇石村が合併して発足。
- 1955年（昭和30年）7月31日 - 南中村、南上村、三坂村、三浜村、竹麻村、南崎村を廃し、その区域をもって南伊豆町を設置[1]。